# أوليفر أميس
أوليفر أميس هو خبير مالي وشخصية أعمال وسياسي أمريكي، ولد في 4 فبراير 1831 في إيستون في الولايات المتحدة، وتوفي بنفس المكان في 22 أكتوبر 1895. نشط حزبياً في الحزب الجمهوري.

## مناصب
- انتخب عضو مجلس ولاية ماساتشوستس ‏.
- انتخب حاكم ماساتشوستس [الإنجليزية]‏ (6 يناير 1887 – 7 يناير 1890).
- انتخب نائب حاكم ماساتشوستس [الإنجليزية]‏ (1883 – 1887).
- انتخب حاكم ماساتشوستس [الإنجليزية]‏ (8 يناير 1887 – 4 يناير 1890).